# 1009 Sirene
1009 Sirene је Марсов тројански астероид са средњом удаљеношћу од Сунца која износи 2,624 астрономских јединица (АЈ).
Апсолутна магнитуда астероида је 14,7 а геометријски албедо 0,081.